# C and C++ Code Counter
C and C++ Code Counter es una herramienta de análisis de ficheros C++ y Java que genera un reporte de varias métricas de código. Las métricas soportadas incluyen líneas de código, McCabe's complexity y métricas propuestas por Chidamber&Kemerer and Henry&Kafura.